# Копиловци (област Монтана)
 За другото българско село вижте Копиловци (област Кюстендил).  
Ко̀пиловци е село в Северозападна България. То се намира в община Георги Дамяново, област Монтана и е на 3 км. въздушно от границата със Сърбия. 

## Име
Известните писмени източници наричат селото Копиловации (1614), Копиловац, Копилуфча (1666), Копиловец (1725). Езиковедът Иван Дуриданов смята, че най-старото име на селото е Кипыль или Копиловьць, извеждайки го от „копа, купа сено, купен“, подобно на запазената в сърбохърватския език дума копила.

## География
Село Копиловци е разположено в планински район.
През селото минават реките: Лева, Добревска, Милина и Графска. Вливайки се една в друга, те образуват Копиловската река, която при Попов мост се влива в Дългоделска Огоста – приток на река Огоста.
В района са открити сравнително богати залежи на ценени през всички времена метали – злато, сребро, олово, мед и желязо.

## История
В местността Алдинци в землището на селото са открити останки от тракийска могила, а в селото – от храм-светилище с оброчни плочки от този период.
Римляните установили своята власт в днешна Северозападна България след 29 г. пр.н.е., а първото системно укрепяване на Мизия – Дунавската равнина, включително и селищата в земите от Искър до Тимок, става при властването на император Траян (97 – 117). Такава римска крепост се е издигала на 4 – 5 км югозападно от селото, позната днес на местните жители под името Градишки камък, както и по височината Алдинци, където са запазени останки от зидове. В землището на Копиловци са намерени римски фибули, римски монети – медни и сребърни. Чешмата в центъра на селото също датира от римската епоха – I-II век – и е наричана Латинската чешма.
С настаняването на славяните и на прабългарите през VI-VII в. на Балканския полуостров започнал нов етап в развитието на селището. Съществуват становища, че например Копиловци и Митровци като славянски селища са заселени преди XI в. (Дуриданов, Ив. Цит. съч.)
В Копиловци към XIII в. се заселват на т. нар. сакси – немски рудари. Известно е, че през Средновековието те са били специалисти по изграждането на мините и добиването на рудите. Те допринесли за развитието на рударството в Чипровския край, но по-силно ще да е било религиозното им влияние, което заедно с това на дубровнишките търговци и с други фактори е допринесло за закрепването, макар и в сравнително ограничен мащаб, на католицизма в тези краища в продължение на няколко века.
В 1643 година броят на католиците в Копиловци се оценява на 1560 души.
През втората половина на XVI в Копиловци се заселват известен брой православни албанци, които някои български изследователи смятат за българи от Македония, позовавайки се на споменатото в източниците богослужение на църковнославянски език. В същото време някои от бежанците в Унгария след Чипровското въстание продължават да се идентифицират като „арнаути“.
Прииждащите от Мала Азия османски пълчища в края на XIV в. не отминали и селището. Оценявайки икономическите изгоди от добиването на скъпите и ценни метали в Чипровци, Копиловци и в други селища в района, нашествениците не ги подложили на огън и сеч, както другаде из поробената ни страна, а ги запазили. Естествено те веднага сложили ръка и на рудниците. По време на османското владичество с. Копиловци е било свързано с Чипровци в обща административна единица. На населението са бил наложени високи данъци, които с течение на годините постоянно се увеличават. Това влошавало положението на българите в района и е сред причините за Чипровското въстание през 1688 г., в което са участвали и жителите на с. Копиловци. След потушаването на въстанието селището е било разорено и разграбено.
Заселено е отново в началото на 18 век. Черквата в селото е построена през 1869 г.
До нас са достигнали сведения за учебно-просветното дело и в Копиловци. Още през 1647 г. там съществува католическо училище. По-късно в него учителства Иван Деянович от Чипровци, който според документ от 1697 г. има над 130 ученика (Ферменджин, Е. Цит. съч., с. 169, 318).

## Икономика
Рударство
Не би могло да се изясни развитието на Копиловци и на целия Чипровски край, ако не се отдели достатъчно внимание и на рударството – важна характерна особеност, която определя н голяма степен историческата съдба на населението от покрайнината. Държавата е проявявала подчертан интерес към него и особено когато става дума за рударство, което осигурява такива ценни метали – злато, сребро, олово, мед, желязо. Това се отразявало и на дълголетието на селищата в съседство с рудниците, на цялостното им развитие. Чипровци, Железна, Копиловци и други рударски селища в Северозападна България са нагледен пример за хилядолетно съществуване, за свой принос и свое място в историята.
Акад. Ив. Дуйчев определя Чипровския район през средновековието като едно от „най-значителните средища“ на рударството и доставката на материали за изработването на фини предмети от злато, сребро и бронз за цяла България. За получаването на злато се работело повече в околностите на Копиловци и по долината на р. Огоста, над с. Главановци. Макар и немногобройна, групата на немските рудари – саксите, привлечена от българските владетели тук като специалисти, повдигнала нивото на местния рудодобив. През XIII или XIV в. царят им гарантирал по-добри условия за живот и труд. Това говори, че през този период рудниците са били царско владение. Това се потвърждава и от една грамота на цар Иван Шишман, издадена на Рилския манастир през последната четвърт на XIV в. След завладяването на България османската държава предоставила рудниците на откуп на частни лица срещу обещанието да внасят част от приходите в султанската хазна.
Рударите в Чипровци Копиловци и другите селища от покрайнината са играели значителна роля в икономическото и обществено-политическото развитие на града и района. Неслучайно между тях е имало и кнезове. Неслучайно те са сред активните участници в подготовката и провеждането на Чипровското въстание от 1688 г.
Петър Богдан през 1640 г. отбелязва постепенния упадък на рударството в Чипровско, което от векове е било едно от основните средства за съществуване на местното българско население. Причини за упадъка на производството в рудниците били непосилните данъци налагани от османските владетели, лошото управление на рудниците от постоянно сменящи се арендатори постепенното изчерпване на земните богатства в този край и конкуренцията на западноевропейското производство на желязо, което се продавало на международните пазари по-евтино от това, добивано в мините на Османската империя.
Търговия
Развитието на търговията се обуславя от няколко фактора.
- Необходимостта да се доставят житни храни за местното население, тъй като нямало условия за отглеждането на такива.
- Сравнително по-голямата свобода на населението във връзка с рударството. Известни привилегии, липсата на всекидневно притеснение от страна на османската власт или на местното турско население (в покрайнината почти не живеели турци) привличали там българи и от по-далечни селища на север и югозапад от Балкана.
- След средата на XVII в., разширяването на търговската дейност било предизвикано от нуждата от някакво по-доходно препитание, ако не за всички, то поне за част от местните жители, тъй като рударството вече западнало и много хора оставали без работа. Необходими били пазари за обработените от занаятчиите в Чипровци, Копиловци и другаде метали, за произведените от тях сечива, украшения, кожи, килими.
- Ранното установяване и повече от двувековното пребиваване на дубровнишките търговци в Чипровци и в Копиловци. Те не само научили копиловчани на търговия, но им помогнали да си създадат име на авторитетни партньори. Така някой си Петко, търговец от Копиловци, лично гарантирал пред турски търговци в София, за да кредитират дубровничани.

За периода 1673 – 1691 г. на пазарите в Османската империя се търсели и изделията на копиловските майстори табаци (кожари) – гьон, мешин, сахтиян. Обработените от копиловските кюркчии (кожухари) лисичи, вълчи, заешки, мечешки, говежди и др. кожи се продавали чак в Цариград. Засилила се и търговията с килими, които се тъчели в Чипровци, Копиловци, Влашко село (днес Мартиново), Железна и в други селища на покрайнината. Архиепископ Петър Богдан пише: „Те разнасят своите стоки по панаирите, по градове и села, купуват и живеят с голям труд, винаги на кон, и пак се връщат по домовете си като някои от тях не виждат по цяла година къщите си...“
Килимарство
Първите сведения за производството на килими в Чипровци са от началото на 17 в. Ранният конструктивен период продължава до края на 18 в. Първите килими били наричани бакамски (бакам е вид южно дърво от което се добива червена и черна боя) или гарибалда (къса връхна дреха). Този вид килими са в 2 цвята – червен и черен. Образците на чипровските килими бакамски и каракачка, вероятно са се появили много по-рано от 17 в. и са се развивали като художествено производство едновременно с процъфтяването на Чипровската златарска школа. Тези килими нямат аналози в света.
Килимите на чипровските майстори били предимно с малки размери и в тях преобладавали тъмни цветове. Отначало ги купували османски войници и обикновени мюсюлмани, за да ги ползват за молитва и при пътуване. За багрила на килимите се употребявали утайки от вина, листа от дива ябълка, индиго и пр. Преданието разказва, че първият бояджия на вълната за килими в Чипровци бил майстор Павел Гергин.
Изработването на килими се пренесло и в други селища на покрайнината – Копиловци, Железна, Влашко село и др.(Станков, Д. Чипровски килими. С., 1960, с. 19, 20, 50).
Декоративният период на чипровските килими обхваща 19 в. до Освобождението. Това е период на разцвет на производството на чипровски килими. Само 2-ра турска армия закупувала годишно по 8000 килима за постеля и молитва. През 1868 г. били изтъкани 14 000 m².
От Освобождението до днес е третият период на чипровските килими, наречен орнаментален. През този период творческата изява на килимарките е заменена от изискванията на търговците. След Освобождението промяната в бита на градското население и конкуренцията на вносните килими подтиква тъкачките към разширяване на използваната цветова гама и на орнаменталните мотиви. Въвеждат се химическите бои и чужди мотиви, разработени върху милиметрова хартия. Това е периодът, през който чипровските килими печелят златни медали на изложенията в Лондон, Брюксел, Анверс, Лиеж, Пловдив и влизат в колекциите на повечето европейски музеи.
Един от несъмнените феномени, с които България удивлява света – чипровските килими – и днес привлича вниманието на специалисти и ценители от всички континенти. Характерната Чипровска школа в килимарството датира от 1750 г., в който начален период преобладават триъгълните фигури и се използват четирите основни цвята – керемиденочервен, охра, зелено и индигово синьо.
Вече повече от 250 г. килимарството е основен поминък за чипровчани и оттогава Чипровската школа се превръща в уникален феномен, прославящ българското приложно изкуство. Сред най-характерните орнаменти е „Канатицата“ Архив на оригинала от 2007-07-18 в Wayback Machine. (стилизирано изображение на пеперуда), символ на вечния живот от древността.

## Редовни събития
Всяка година се провежда събор на селото през съботата и неделята след Възнесение Господне (Спасовден).

## Личности
Родени в Копиловци
- Камен Луков (1875 – 1949, офицер, капитан, диригент и композитор

## Други
По традиционна рецепта се приготвят пълнени чушки с боб и пържено.